# Буттери, Джованни Мария
Джованни Мария Буттери (итал. Giovanni Maria Butteri; ок. 1540, Флоренция — 4 октября 1606, Флоренция) — итальянский живописец флорентийской школы периода маньеризма.

## Жизнь и творчество
В юности Буттери и его брат были помощниками Аньоло Бронзино, а позднее работали вместе с главным учеником Бронзино, Алессандро Аллори. Вместе они трудились над многими проектами, включая роспись капеллы Кавальканти в базилике Санто-Спирито во Флоренции (1560), а также над оформлением в 1565 году бракосочетания Франческо Медичи и Иоанны Австрийской.
В связи с похоронами Микеланджело Буонарроти в 1564 году Буттери написал картину «Микеланджело-поэт с Аполлоном и музами» (воспроизведена в рисунке мастерской Бронзино, хранящемся в Будапештском музее).
Буттери также работал вместе с Алессандро Аллори для шпалерной мануфактуры Медичи, в частности разрабатывал картоны для шпалер собора в Комо, созданных между 1595 и 1598 годами.
Буттери часто работал по рисункам Аллори. Примерами являются фрески Палаццо Сальвиати (1574—1581), люнет зала виллы Медичи в Поджо-а-Кайано (1579—1582), гротески первого коридора Уффици (1581), росписи капеллы Сан-Джованни Гуальберто в Бадиа-ди-Пассиньяно (1580).
С середины 1570-х годов он начал самостоятельную карьеру, в частности, написав две картины для Студиоло Франческо I в Палаццо Веккьо (1570—1571) и создав многочисленные алтарные образы и портреты. Тем не менее Буттери оставался верным соратником Аллори и работал с ним над большинством его крупных заказов на протяжении 1480-х годов.
Другие его произведения находятся в церкви Санта-Моника и церкви Сан-Барнаба во Флоренции, в Музее города Прато, а также в ряде музеев и частных собраний.

## Галерея

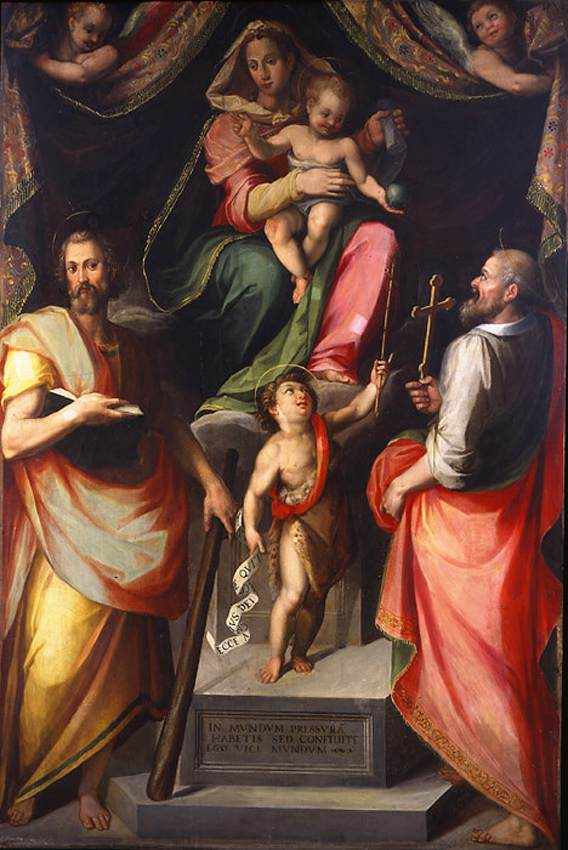
Мадонна на троне с Младенцем и святыми. 1586. Дерево, масло. Музей искусств Нортона, Уэст-Палм-Бич, Флорида, США
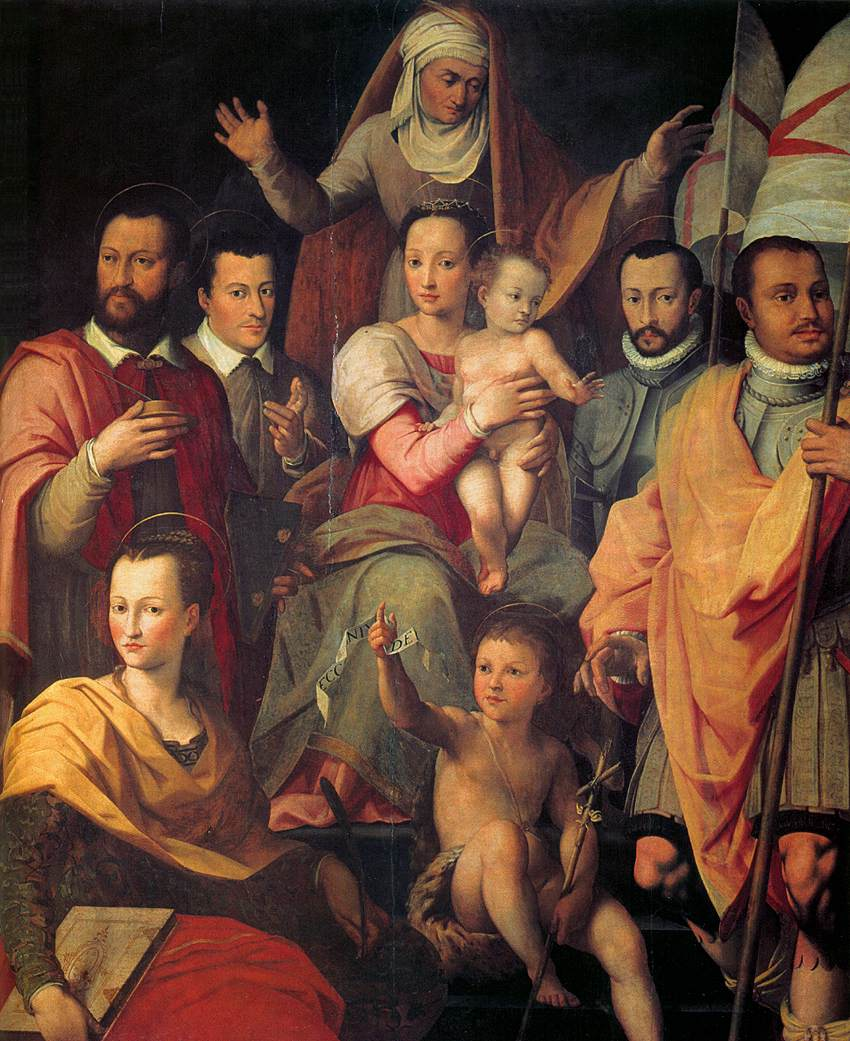
Мадонна с Младенцем, святой Анной и с членами семьи Медичи в образе святых. 1575. Дерево, масло. Трапезная монастыря Сан-Сальви, Флоренция
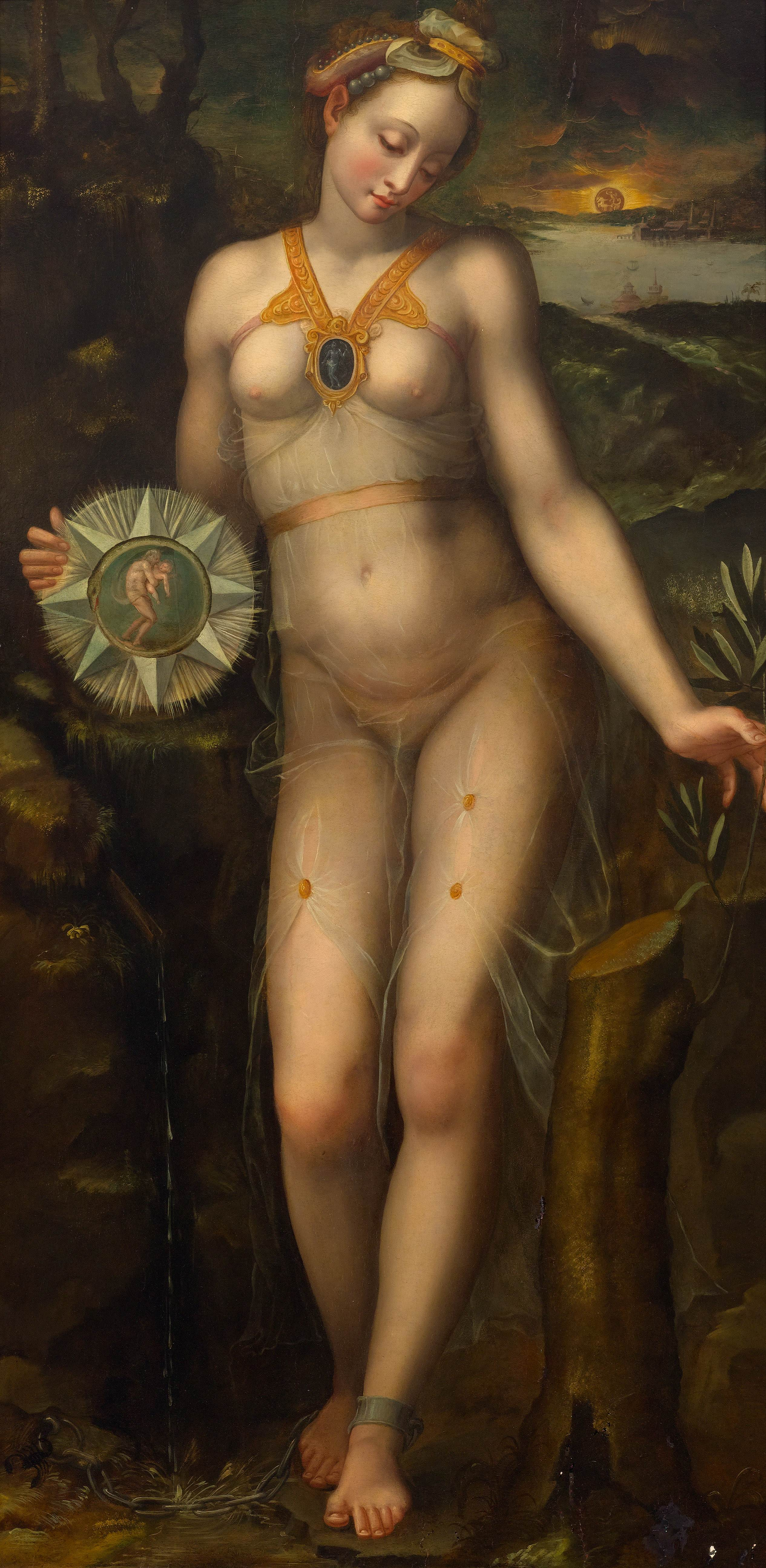
Аллегория терпения. Ок. 1571. Дерево, масло. Частное собрание
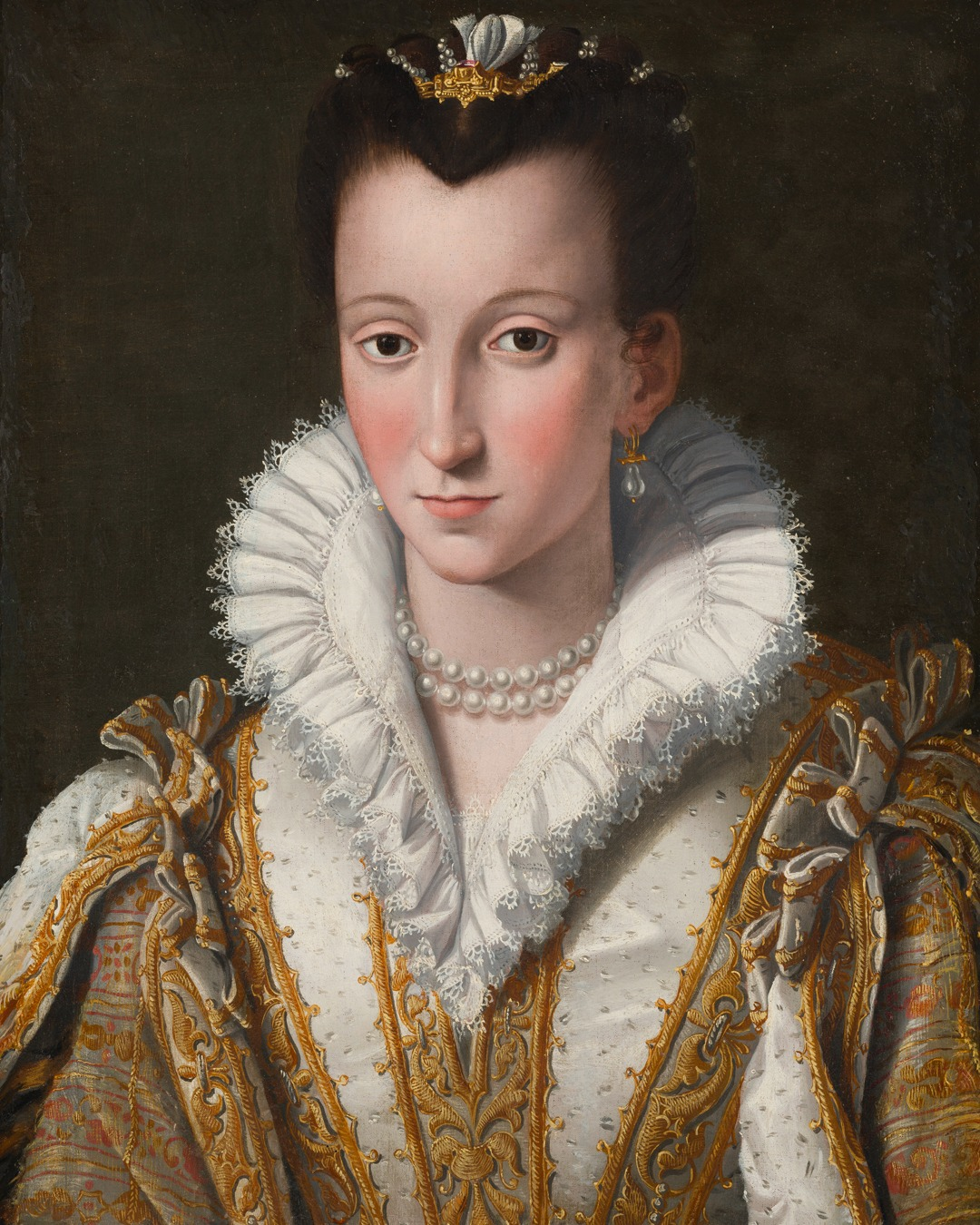
A. Аллори (приписывается Буттери). Портрет Элеоноры Гарсии Толедской. Между 1571 и 1576. Штеделевский художественный институт, Франкфурт-на-Майне
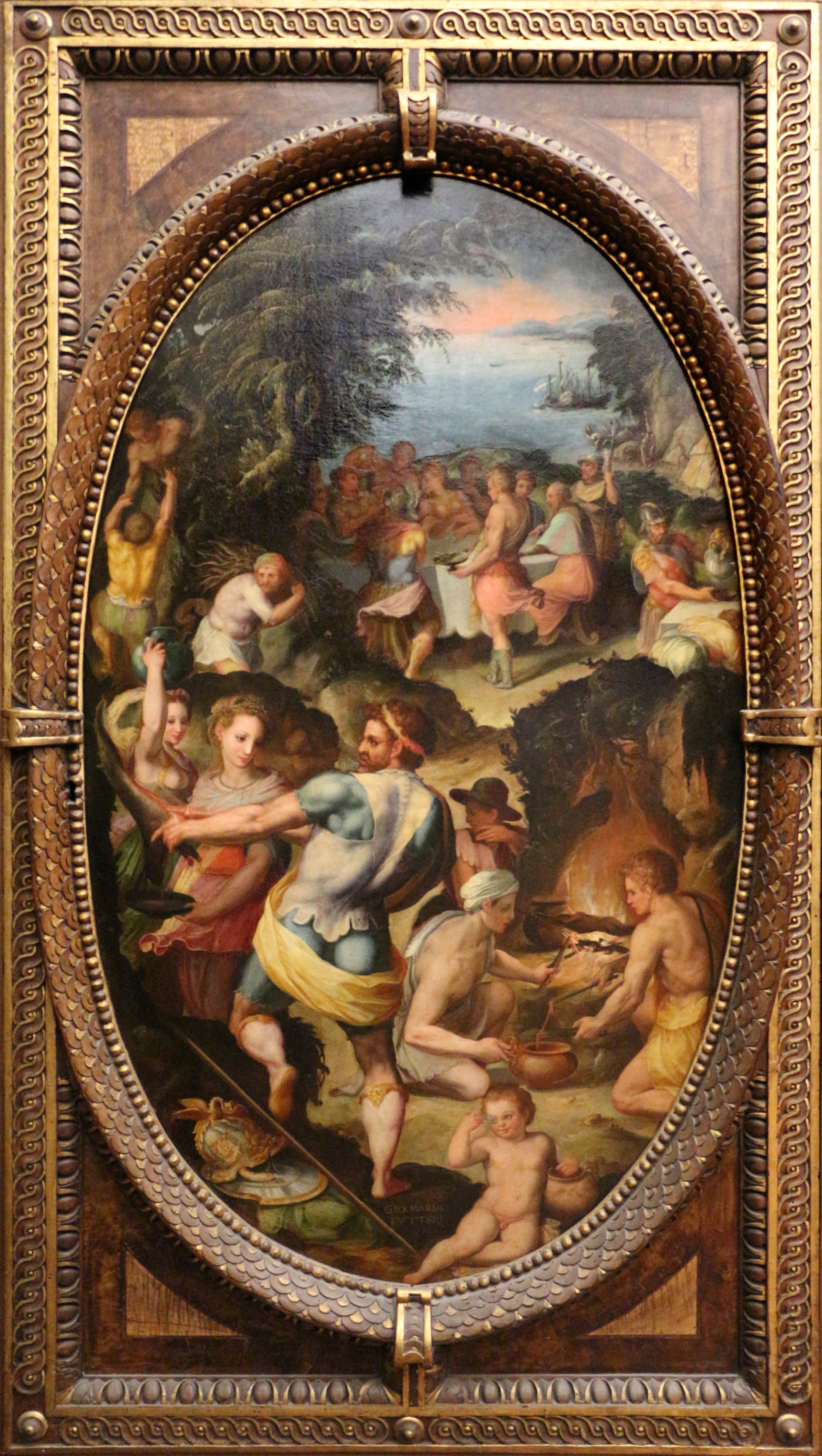
Изобретение стекла. 1570—1571. Дерево, масло. Студиоло Франческо I. Палаццо Веккьо, Флоренция
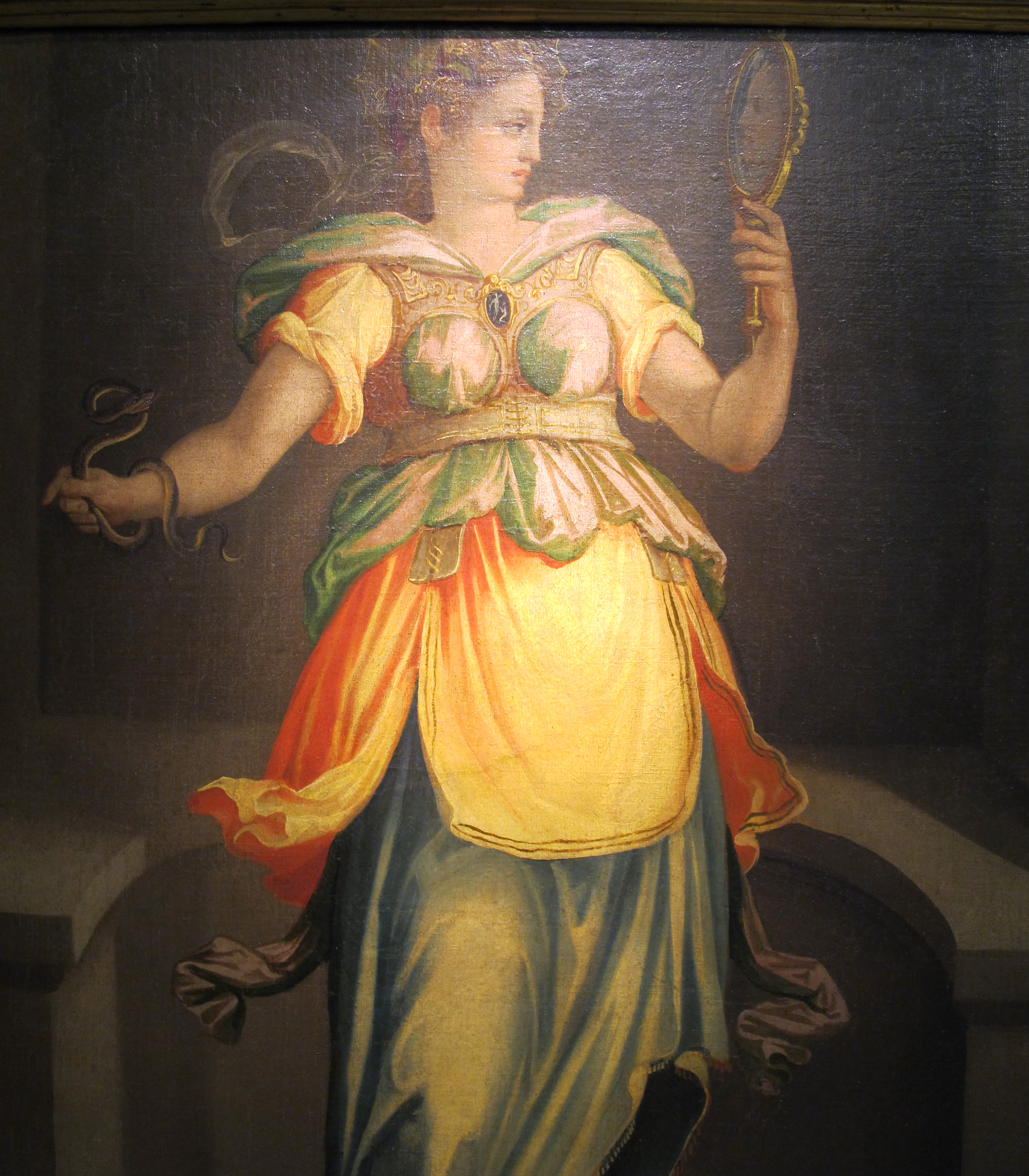
Аллегория осторожности. Ок. 1590. Муниципальный музей, Прато
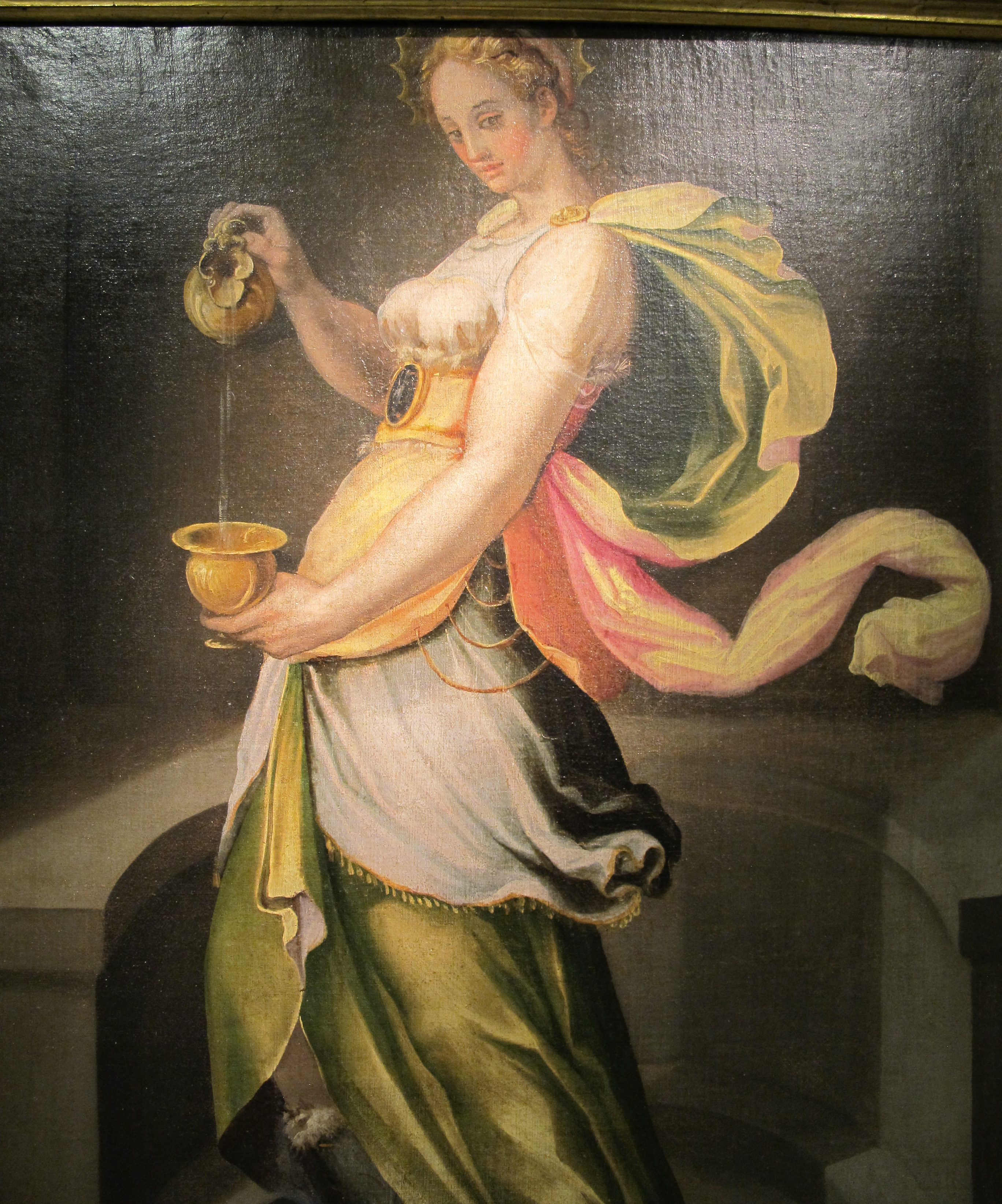
Аллегория умеренности. Ок. 1590. Муниципальный музей, Прато